# دییاکوویتسه
دییاکوویتسه (به چکی: Dyjákovice) یک منطقهٔ مسکونی در جمهوری چک است که در ناحیه زنویمو واقع شده‌است. دییاکوویتسه ۱۹٫۳ کیلومتر مربع مساحت و ۸۳۱ نفر جمعیت دارد و ۱۸۵ متر بالاتر از سطح دریا واقع شده‌است.